# Heli Finkenzeller
Heli Finkenzeller, född 17 november 1911 i München, Kejsardömet Tyskland, död 14 januari 1991 i samma stad, var en tysk skådespelare. Hon var gift med skådespelaren Will Dohm. Hon filmdebuterade 1935 och blev mer allmänt känd 1943 i och med sin roll i Borgmästarinnan badar. Hon verkade inom tysk film och TV fram till sin död 1991.

## Filmografi, urval
- 1937 – Gröna hissen
- 1938 – En stormig bröllopsresa
- 1939 – Förbjudna fruar
- 1943 – Borgmästarinnan badar
- 1951 – Stips
- 1953 – Som ett brev på posten
- 1954 – Emil och detektiverna
- 1955 – Barn 312

### Webbkällor
- Heli Finkenzeller på filmportal.de